# スクスフ・ビライ・アイマン
スクスフ･ビライ･アイマン (満文：ᠰᡠᡴᠰᡠᡥᡠᠠᡳᠮᠠᠨ, 転写：suksuhu bira i aiman, 漢文：蘇克蘇滸河部、蘇克素護河部) は、建州女直諸部の一つ。「アイマンaiman」は「部落」の意で、部名は渾河の支流の一つである蘇克蘇滸河スクスフ･ビラ (現在の蘇子河) に由来する。スクスフ･アイマンとも。

## 城塞
主な城塞は以下の通り。
|                       | 『柳邊紀略』 | 『滿洲源流考』 | 『太祖高皇帝實錄』 | 『滿洲實錄』 | 『manju i yargiyan kooli』 |
| トゥルン城            | 圖倫城       | 圖倫城         | 圖倫城             | 圖倫城       | turun i hoton              |
| サルフ城              | 撒爾湖城     | 薩爾滸城       | 撒爾湖城           | 薩爾滸城     | sarhūi hoton               |
| マルドゥン城          | -            | 瑪爾墩寨       | 馬兒墩寨           | 瑪爾墩城     | mardun i hecen             |
| ギャムフ城            | 嘉木湖城     | 嘉木瑚城       | 嘉木湖寨           | 嘉木湖寨     | giyamuhū i gašan           |
| ジャン河砦            | 沾河寨       | 沾河寨         | 沾河寨             | 沾河寨       | jan ni bira i gašan        |
| アントゥ･グァルギャ城 | 安土瓜爾佳城 | 安圖瓜爾佳城   | 安土瓜爾佳城       | 安圖瓜爾佳寨 | antu gūwalgiya i hoton     |
| グレ城                | 古勒城       | 古哷城         | 古勒城             | 古埒城       | gure i hoton               |
| シャジ城              | 沙濟城       | 沙濟城         | 沙濟城             | 沙濟城       | šaji hoton                 |

## 脚註

### 典拠
1. 1 2  “癸未歲15832月”. 滿洲實錄. 1. p. 27
2. ↑  “癸未歲15832月1日”. 太祖高皇帝實錄. 1. p. 25
3. ↑  “ᠠᡳᠮᠠᠨ aiman”. 新满汉大词典. "〔名〕① 部落，部族"
4. ↑  “ᠰᡠᡴᠰᡠᡥᡠ ᠠᡳᠮᠠᠨ suksuhu aiman”. 新满汉大词典. "苏克素护爱满 (明末建州女真诸部之一。因沿苏克素护河居住而得名)。"
5. ↑   柳邊紀略. 3. "蘇克蘇滸河其地在清河邊外。屬城寨之著者七。曰圖倫城。曰撒爾湖城。曰嘉木湖城。曰沾河寨。曰安土瓜爾佳城。曰古勒城。曰沙濟城。沙濟城主阿海。與古勒城主阿太。皆王杲子也。萬曆十一年爲李成梁所殺。餘皆亡于本朝。"
6. ↑  “疆域1 (親御桴鼓及命帥奏功者)”. 欽定滿洲源流考. 8. "蘇克素護河在清河東。所屬城寨：曰圖倫城、太祖癸未年起兵討尼堪外蘭于此；曰薩爾滸城、亦癸未年攻取；曰瑪爾墩寨、甲申年攻取；曰安國瓜爾佳城、乙酉年攻取；曰嘉木瑚城、曰沾河寨、曰古哷城、曰沙濟城皆癸未以後収服。"
7. ↑  “諸部世系／滿洲國／甲申歲萬曆12年1584 6月段26”. 滿洲實錄. 1. "……直抵瑪爾墩山下見山勢陡峻乃以戰車三輛並進路漸隘一車前進二車隨之將近城下路愈隘……"

### 註釈
1. ↑  註釈：维基百科「苏克素护河部」では、「主要从事农业，境内所属城寨有图伦城、萨尔浒城、界凡城、马尔敦城、安图瓜尔佳城、兆佳城、扎喀城、赫济格（黑济格）城、古勒城、沙济城、嘉木湖寨、沾河寨等。」としているが、少なくとも「兆佳城」については、『滿洲源流考』では渾河部としている。
2. ↑  註釈：「mardun瑪爾墩 gebunggeと名付くる šancin山寨」(今西訳) とも。

## 文献

### 實錄
＊中央研究院歴史語言研究所版 (1937年刊行)
- 覚羅氏勒德洪『太祖高皇帝實錄』崇徳元年1636 (漢)
- 編者不詳『滿洲實錄』乾隆46年1781 (漢)
  - 『ᠮᠠᠨᠵᡠ ᡳ ᠶᠠᡵᡤᡳᠶᠠᠨ ᡴᠣᠣᠯᡳmanju i yargiyan kooli』乾隆46年1781 (満) ＊今西春秋版
    - 今西春秋『満和蒙和対訳 満洲実録』刀水書房, 昭和13年1938訳, 1992年刊

### 地誌類
- 楊賓『柳邊紀略』康熙46年1707 (漢) ＊商務印書館叢書集成
- 章佳氏阿桂, 于敏中, 鈕祜祿氏和珅, 董誥『欽定滿洲源流考』四庫全書, 乾隆43年1778 (漢) ＊早稲田大学図書館所蔵版

### Web
- 「明實錄、朝鮮王朝実録、清實錄資料庫」中央研究院歴史語言研究所 (台湾)
- 栗林均「モンゴル諸語と満洲文語の資料検索システム」東北大学